# Karine Nedellec
Karine Nedellec (ur. 16 sierpnia 1974) – francuska judoczka. Startowała w Pucharze Świata w latach 1993, 1995, 1996 i 2000. Wicemistrzyni Europy w drużynie w 1994. Trzecia na ME juniorów w 1992, a także na mistrzostwach Francji w 1994 i 1999 roku.